# Cock and Ball Torture
Cock and Ball Torture, parfois abrégé en CBT, est un groupe de metal extrême, allemand originaire d'Altenmarkt an der Alz, en Bavière. Formé en 1997, le groupe tire son nom d'une pratique sexuelle appelée torture des organes génitaux masculins.

## Biographie
Le groupe est formé au début de 1997, et tire son nom de sa première chanson homonyme. Les membres sont d'anciens membres du groupe Carnal Tomb. Après des répétitions pendant les six premiers mois, le groupe entre en studio et écrit entre 16 et 28 chansons. La démo qui en résulte est intitulée Cocktales, et publiée en 1998 à 550 exemplaires. En raison de la couverture pornographique censurée, Shredded Records réédite de nouveau la démo, tirée à 1 000 exemplaires. Dans les années qui suivent, le groupe publie plusieurs splits effectués avec des groupes comme Libido Airbag, Squash Bowels, Grossmember et Disgorge.
En juin 2000, le groupe publie son premier album, Opus(sy) VI. L'enregistrement s'effectue entre fin octobre 1999 et janvier 2000 aux studios du label Subzero Records avec lequel ils concluent peu avant un contrat. Toutefois, à cause de problèmes de distribution, l'album est publié par Shredded Records. En soutien à l'album, le groupe tourne en Allemagne, aux Pays-Bas, en République tchèque, en France et au Royaume-Uni. Ils tournent notamment dans des festivals comme Rostock et l'Arschoolio Open Air. Du 11 au 15 avril 2001, ils font une mini-tournée à l'Ingrowing, à l'Isacaarum, et le Lykathea Aflame avec des représentations à Prague. Le groupe joue aussi cette année au Fucking Grinding Porno Gore Fest de Paris et à l'Ohio Death Fest de Cleveland, dans l'Ohio. En août 2001, le groupe retourne dans les studios de Subzero Records pour y enregistrer un deuxième album, qui sera publié sous le titre de Sadochismo en juin 2002 au label Ablated Records. En attendant, le groupe tourne avec le groupe britannique Gorerotted. En 2002 également sort l'EP Where Girls Learn to Piss on Command qui fait participer Zombie Squad 69 de Mucupurulent et Cold Turkey d'Ahumado Granujo. Depuis 2002, Tobias Augustin et Timo Pahlke chantent ensemble sur scène direct, pour qu'ils puissent se passer d'un quatrième membre. Dans la même année, le groupe joue une deuxième fois à l'Obscene Extreme. Quelques jours plus tard, ils participent au festival Brutal Assault.
Le groupe tourne en France, en Allemagne et en Belgique. Au début de 2003, le groupe annonce un nouvel album au festival Fuck the Commerce, et participe au NRW Mort Fest près de Cologne. L'album, intitulée Egoleech, est annoncé pour le 14 juin 2004 au label Morbid Records. En décembre 2005, le groupe est annoncé en tournée entre le 13 janvier et le 14 février 2006 en Italie et au Japon. En novembre 2007, ils sont confirmés pour l'édition 2008 du Death Feast Open Air Festival du 12 au 14 juin 2008 à Hünxe, en Allemagne. En février 2009, le groupe est confirmé pour le Grindfest au Portugal.
Au début de 2013, le groupe joue en Australie. Ils jouent aussi pendant 30 minutes à l'Obscene Extreme Festival en République tchèque, en juillet 2013. En 2015, le groupe participe au Hellfest de Clisson en France.

## Phénomène Internet
Une version audio de l'article "Cock and Ball Torture" sur la version anglaise de Wikipédia est devenue un meme sur internet, souvent associé au nom "CBT : The Full Experience". Il s'agissait d'une version parodique de l'article repossant sur le nom vulgaire et absurde du nom du groupe.

## Discographie

### EPs
- 1998 : Cocktales (Shredded Records)
- 1999 : Veni, Vidi, Spunky, split avec Squash Bowels
- 2000 : Zoophilia, split avec Libido Airbag
- 2000 : Anal Cadaver split avec Grossmember
- 2001 : Barefoot and Hungry, split avec Disgorge
- 2001 : Big Tits, Big Dicks, split EP avec Last Days of Humanity
- 2002 : Where Girls Learn to Piss on Command